# 杉捷夫

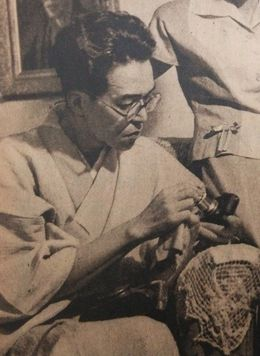
1948年

杉 捷夫（すぎ としお、1904年2月27日 - 1990年12月10日）は、日本のフランス文学者。東京大学名誉教授。

## 人物
新潟県柏崎市出身。旧制柏崎中学・旧制三高を経て、1926年東京帝国大学仏文科卒業。高千穂高等商業学校（現高千穂大学）、立教大学、東北帝国大学で教えた後、1949年から東京大学教養学部教授、56年文学部教授。1964年に定年退官後は立教大学教授、1968年、東京都立日比谷図書館長となり、土岐善麿以来13年ぶりの文化人館長として話題になった。1976年日本学士院会員。
プロスペル・メリメやギ・ド・モーパッサンの翻訳で知られ、その多くが岩波文庫等に入って読み継がれた。
研究者としては『フランス文芸批評史』などの著書がある。
平和運動にも熱心で、1950年代、戦没学生の「わだつみ会」再建に尽力した。また死去直前の1989年には、蔵書1万8千冊を、1991年開館の早稲田大学の新中央図書館に寄贈することに決めていた。

## 単著
- 『フランス文学雑筆』（白水社） 1939年
- 『フランス文学論稿』（実業之日本社） 1942年
- 『概観フランス文学 十七世紀迄』（生活社） 1944年
- 『フランス文学論』（酣燈社） 1947年
- 『平和の証言』（岩波新書） 1952年
- 『フランス文学 朝日新講座』（朝日新聞社） 1952年
- 『朝の詩人 批評論と作家論』（三笠書房、三笠文庫） 1953年
のちカルチャー出版社、フランス文学シリーズ 1975年
- 『スタール夫人 「文学論」の研究』（筑摩書房） 1958年
- 『フランスだより その他』（東京学風書院） 1959年
- 『こころとの対話 人間と平和への思索』（番町書房） 1966年
- 『フランス文芸批評史』上（筑摩書房） 1977年
- 『人の影・本の蔭』（岩波書店） 1983年

## 編著
- 『要約仏文典』（山田九朗共著、郁文堂書店） 1929年
- 『フランス文法』（白水社） 1942年
- 『フランス文学新講座』第1巻（渡辺一夫共編、丹頂書房） 1948年
- 『文学史の方法の諸問題』（編、学風書院） 1951年
- 『フランス散文読本』（平岡昇共編、河出書房） 1952年
- 『フランス文学史』（小松清共編、東京大学出版会） 1955年
- 『新仏和小辞典』（編、白水社） 1962年
- 『現代のエスプリ 文学とは何か』（河盛好蔵共編、至文堂） 1964年
- 『フランス文学研究文献要覧 1945 - 1978（戦後編）』全3巻（共編、日外アソシエーツ） 1981年

## 翻訳
- 『エトルリアの壷』（メリメ、岩波文庫） 1928年
- 『カルメン』（メリメ、岩波文庫） 1929年
- 『コロンバ』（メリメ、岩波文庫） 1931年
- 『フランス唯物論哲学』（メトリイ他、中央公論社） 1931年
- 『人間悲劇　外10篇』（アナトール・フランス、春陽堂） 1932年
- 『人間機械論』（メトリ、岩波文庫） 1932年
- 『ヴィーナスの殺人　外二篇』（メリメ、矢野常有共訳、春陽堂） 1934年
- 『女の一生』（モーパツサン、岩波文庫） 1934年
- 『昔がたり ピエル・ノジエール』（アナトール・フランス、岩波文庫） 1935年
- 「チャド湖より還る」（アンドレ・ジイド、建設社、アンドレ・ジイド全集12） 1936年
のち 新潮文庫 1954年
- 『死の如く強し』（モーパッサン、白水社） 1936年
のち岩波文庫 1950年
- 『ピエルとジャン』（モーパッサン、白水社） 1936年
のち角川文庫 1968年
- 『アンヂアナ』上・下（ジョルジュ・サンド、岩波文庫） 1937年
- 『ノルマンヂ物語』（モーパッサン、白水社） 1938年
- 『あだ花 他二篇』（モーパッサン、岩波文庫） 1938年
- 『雨傘』（モーパッサン、岩波文庫） 1938年
- 『秋風記 モントリオル』（モーパッサン、白水社） 1938年
のち『モントリオル』と改題、全2巻、岩波文庫 1957年
- 『愛の沙漠』（フランソワ・モーリヤック、白水社） 1939年
のち目黒書店 1951年。新潮文庫 1952年
- 『ダランベールの夢』（ヂドロ、青木書店） 1939年
のち日本評論社 1947年.
- 『コンゴ紀行 チャド湖から帰る 続』（アンドレ・ジッド、岩波文庫） 1939年
- 『ベラミ』上・下（モーパッサン、岩波文庫） 1939 - 1940年
- 『アナトオル・フランス短篇小説全集』全6巻（共訳） 1939 - 1940年
- 『アナトオル・フランス長篇小説全集』全9巻（共訳） 1940 - 1943年
- 『幼年時代青年時代の思ひ出』（エルネスト・ルナン、創元社） 1940年
のち『思い出』と改題、岩波文庫 1953年
- 『薔薇色の雲』（ジョルジュ・サンド、青磁社） 1944年
のち『ばらいろの雲』と改題、岩波少年文庫 1954年
- 『骨董室』（オノレ・ド・バルザック、曙出版社） 1946年
- 『ペルル嬢』（モーパッサン、斎藤書店） 1947年
- 『モーパッサン短篇傑作選集』全2巻（酣燈社） 1948年
- 『モーパッサン長篇全集』第2・3巻（大虚堂書房） 1948年
- 『ジル・ブラース物語』全2巻（ル・サージュ、高桐書院） 1948 - 1949年
のち岩波文庫、全4巻 1953年
- 『魔の沼』（ジョルジュ・サンド、酣燈社） 1948年
のち岩波文庫 1952年
- 『イールの女神像』（メリメ、青磁社） 1949年
- 「霊魂論」（ラ・メトリ、実業之日本社、ラ・メトリ著作集（上）） 1949年
- 『テレーズ・デケイルゥ』（フランソワ・モーリャック、細川書店） 1949年
のち新潮文庫 1952年
- 「ルサァジュ」（サント・ブウヴ、実業之日本社、サント・ブウヴ選集3） 1949年
- 『メリメ風流書簡』（前川堅市共訳、角川文庫） 1949年
- 『祖母のものがたり』（ジオルジュ・サンド、山の木書店） 1950年
- 『イエスの生涯』（モーリヤック、新潮社） 1950年
のち新潮文庫 1952年
- 『エトルリアの壷　他5篇』（メリメ、岩波文庫） 1952年
- 『日本再登場』（ゼレッピイ他、共訳、月曜書房） 1952年
- 『夜の終り』（モーリヤック、新潮文庫） 1952年
- 『夜の武器・昼の力』（ヴェルコール、新潮社） 1953年
- 『頸飾り 他13篇』（モーパッサン、角川文庫） 1954年
- 『黒河』（クールタード、岩波書店） 1955年
- 『現代 二十世紀文明の方向』（A・シーグフリード、紀伊国屋書店） 1956年
- 『十八番目はチボー先生』（モーリヤック、岩波少年文庫） 1958年
- 『ギロチン』（アルベール・カミュ、川村克己共訳、紀伊国屋書店） 1958年
- 『マノン・レスコー』（アベ・プレヴォ、筑摩書房、世界名作全集） 1961年
- 『内面の記録』（モーリアック、菅野昭正共訳、紀伊国屋書店） 1964年
- 『キュリー家の人々』（ウージェニィ・コットン、岩波新書） 1964年
- 『おだやかな死』（シモーヌ・ド・ボーヴォワール、紀伊国屋書店） 1965年
- 『内面の記録 続』（モーリアック、紀伊国屋書店） 1969年
- 『ボヴァリー夫人』（フロベール、筑摩書房、筑摩世界文学大系45） 1971年
- 『メリメ全集』全6巻（河出書房新社） 1977 - 1979年。江口清と編者代表
- 『シモンのパパ / ひも』（モーパッサン、むぎ書房） 1984年
- 『メリメ怪奇小説選』（岩波書店、岩波文庫） 1986年
「ドン・ファン異聞」「ヴィーナスの殺人」「熊男」

## 関連書籍
- 『杉捷夫フランス文学・言語学文庫目録』（早稲田大学図書館編）

## 参考
- 「図書館人としての杉捷夫書誌」（大伏春美・大伏節子、「徳島文理大学文学論叢」） 2010 - 2003
- 『翻訳家列伝101』（小谷野敦編著、新書館） 2010